# Hela Sverige bakar, säsong 4 (2015)
Den fjärde säsongen av Hela Sverige bakar spelades återigen in på Taxinge-Näsby slott. Tilde de Paula Eby samt Birgitta Rasmusson och Johan Sörberg återvände som programledare respektive jury denna säsongen.
Säsongen sändes på Sjuan mellan 10 september till 12 november 2015 med programtiden 21:00 på torsdagar.
Vinnaren av denna säsongen blev plattsättaren Linus Larsson från Söderhamn som fick titulera sig som Sveriges bästa hemmabagare samt utge sin egen bakbok.

## Deltagare
| Deltagare           | Ålder | Bostad     | Sysselsättning     | Resultat                          |
| ------------------- | ----- | ---------- | ------------------ | --------------------------------- |
| Germaine Thomas     | 50    | Stockholm  | Sångerska          | Ute ur tävlingen efter avsnitt 1. |
| Lars Rudin          | 44    | Segeltorp  | Förvaltningsledare | Ute ur tävlingen efter avsnitt 2. |
| Moa Arvidsson       | 23    | Örebro     | Undersköterska     | Ute ur tävlingen efter avsnitt 3. |
| Marita Widman       | 32    | Boden      | HR-specialist      | Ute ur tävlingen efter avsnitt 4. |
| Kristina Ahlström   | 55    | Kalmar     | Skolkock           | Ute ur tävlingen efter avsnitt 5. |
| Emelie Renz         | 18    | Sollentuna | Studerande         | Ute ur tävlingen efter avsnitt 6. |
| Peter Dahlberg      | 24    | Nyköping   | Förskollärare      | Ute ur tävlingen efter avsnitt 7. |
| Fredrik Svensson    | 25    | Oskarshamn | Brandman           | Ute ur tävlingen efter avsnitt 8. |
| Madeleine Appelgren | 39    | Stockholm  | Layoutare          | Ute ur tävlingen efter avsnitt 9. |
| Anna Nilsson        | 32    | Stockholm  | Egenföretagare     | Andra plats, efter avsnitt 10.    |
| My Sundberg         | 23    | Amsterdam  | Högskoleekonom     | Andra plats, efter avsnitt 10.    |
| Linus Larsson       | 35    | Söderhamn  | Plattsättare       | Sveriges bästa hemmabagare 2015   |

## Sammanfattning
| Plats | Deltagare | Avsnitt    | Avsnitt     | Avsnitt    | Avsnitt  | Avsnitt  | Avsnitt     | Avsnitt    | Avsnitt   | Avsnitt   | Avsnitt   |
| Plats | Deltagare | 1 Bakelser | 2 Mjuk kaka | 3 Småkakor | 4 Tårtor | 5 Bröd   | 6 Munsbitar | 7 Sötebröd | 8 Choklad | 9 Svenskt | 10 Högtid |
| ----- | --------- | ---------- | ----------- | ---------- | -------- | -------- | ----------- | ---------- | --------- | --------- | --------- |
| 1     | Linus     |            | ☆           |            |          |          | ☆           |            |           |           | Vinnare   |
| 2     | Anna      | ☆          |             | ☆          |          |          |             |            |           |           | Tvåa      |
| 2     | My        |            |             |            |          | ☆        |             |            |           | ☆         | Tvåa      |
| 4     | Madeleine |            |             |            |          |          |             | ☆          | ☆         | Utslagen  |           |
| 5     | Fredrik   |            |             |            |          |          |             |            | Utslagen  |           |           |
| 6     | Peter     |            |             |            | ☆        |          |             | Utslagen   |           |           |           |
| 7     | Emelie    |            |             |            |          |          | Utslagen    |            |           |           |           |
| 8     | Kristina  |            |             |            |          | Utslagen |             |            |           |           |           |
| 9     | Marita    |            |             |            | Utslagen |          |             |            |           |           |           |
| 10    | Moa       |            |             | Utslagen   |          |          |             |            |           |           |           |
| 11    | Lars      |            | Utslagen    |            |          |          |             |            |           |           |           |
| 12    | Germaine  | Utslagen   |             |            |          |          |             |            |           |           |           |

| ☆ – Deltagaren blev veckans stjärnbagare och gick vidare i tävlingen. – Deltagaren gick vidare i tävlingen. Ute – Deltagaren åkte ut ur tävlingen efter det avsnittet. Vinnare – Deltagaren vann Hela Sverige bakar. Tvåa – Deltagaren slutade på en andra plats. |

### Tävlingar
Avsnitt 1 – 10 september 2015
- Paradbak: Deltagarna skulle baka två olika sorters bakverk, den ena glutenfri och den andra med skurna kanter, på 90 minuter.
- Teknisk utmaning: Deltagarna skulle baka en pavlovabakelse på 90 minuter.

Avsnitt 2 – 17 september 2015
- Paradbak: Deltagarna skulle baka mjuka kakor på ett extravagant vis på 2 timmar.
- Teknisk utmaning: Deltagarna skulle baka whoopies med tre olika fyllningar på 1 timme.
- Utslagstävling: De två deltagarna skulle vispa en varsin maräng med fem äggvitor där den första som kunde hålla bunken över huvudet utan spill gick vidare.

Avsnitt 3 – 24 september 2015
- Paradbak: Deltagarna skulle baka tre olika sorters småkakor på 75 minuter.
- Teknisk utmaning: Deltagarna skulle baka två varianter av mazariner på 70 minuter.

Avsnitt 4 – 1 oktober 2015
- Paradbak: Deltagarna skulle baka en varsin sagolik tårta på 2 timmar.
- Teknisk utmaning: Deltagarna skulle baka en varsin prinsesstårta med dekorationer på 2 timmar.

Avsnitt 5 – 8 oktober 2015
- Paradbak: Deltagarna skulle baka bröd med valfri frukt, grönsak eller rotfrukt på 2 timmar.
- Teknisk utmaning: Deltagarna delades in i par och skulle baka tre olika sorters tilltuggsbröd på 90 minuter.

Avsnitt 6 – 15 oktober 2015
- Paradbak: Deltagarna skulle baka två olika munsbitar på 135 minuter.
- Teknisk utmaning: Deltagarna skulle baka tre olika sorters skumbollar på 80 minuter.

Avsnitt 7 – 22 oktober 2015
- Paradbak: Deltagarna skulle tre olika sorters sötebröd på 2 timmar.
- Teknisk utmaning: Deltagarna skulle baka churros på 1 timme.

Avsnitt 8 – 29 oktober 2015
- Paradbak: Deltagarna skulle baka valfritt bakverk med choklad på 2 timmar.
- Teknisk utmaning: Deltagarna skulle baka tre olika sorters praliner på 2 timmar.

Avsnitt 9 – 5 november 2015
- Paradbak: Deltagarna skulle baka tre olika sorters bakverk med lingon, punsch och hasselnötter på 2 1/2 timmar.
- Teknisk utmaning: Deltagarna skulle baka en egen variant av Sverigebakelser på 90 minuter.

Avsnitt 10 – 12 november 2015
- Paradbak: Deltagarna skulle baka en varsin bröllopstårta på 4 1/2 timmar.
- Teknisk utmaning: Deltagarna skulle baka en svensk pièce montée, vilket är ett arrangemang av bakelser, på 2 1/2 timmar.

## Tittarsiffror
| Avsnitt | Datum             | TV-tittare |
| ------- | ----------------- | ---------- |
| 1       | 10 september 2015 | 423 000    |
| 2       | 17 september 2015 | 459 000    |
| 3       | 24 september 2015 | 376 000    |
| 4       | 1 oktober 2015    | 467 000    |
| 5       | 8 oktober 2015    | 416 000    |
| 6       | 15 oktober 2015   | 456 000    |
| 7       | 22 oktober 2015   | 402 000    |
| 8       | 29 oktober 2015   | 405 000    |
| 9       | 5 november 2015   | 448 000    |
| 10      | 12 november 2015  | 616 000    |

Källa: MMS

## Källhänvisningar
1. ↑  ”MMS”. Arkiverad från originalet den 16 april 2014. https://web.archive.org/web/20140416190856/http://mms.se/hottop/hottop.asp. Läst 29 december 2015.